# 平成二十三年原子力事故による被害に係る緊急措置に関する法律
平成二十三年原子力事故による被害に係る緊急措置に関する法律（へいせいにじゅうさんねんげんしりょくじこによるひがいにかかるきんきゅうそちにかんするほうりつ、平成23年8月5日法律第91号）は、東北地方太平洋沖地震に伴う原子力発電施設の事故による損害を填補するための国による仮払金の支払および地方公共団体に対する補助に関する日本の法律である。
施行日は、2011年（平成23年）9月18日。

## 概要
1. 趣旨
東北地方太平洋沖地震に伴う原子力発電施設の事故（以下「平成二三年原子力事故」という。）による損害を填補するための国による仮払金の迅速かつ適正な支払および原子力被害応急対策基金を設ける地方公共団体に対する補助に関し必要な事項を定める（第1条）。
2. 仮払金の支払
国は、特定原子力損害を受けた者に対し、当該特定原子力損害を填補するためのものとして、仮払金を支払う（第3条）。
3. 支払手続
  1. 仮払金の支払を受けようとする者は、主務大臣にこれを請求しなければならない（第5条）。
  2. 地方公共団体および農業協同組合、漁業協同組合、商工会議所、商工会その他の事業者を構成員とする団体は、仮払金の支払の請求を行う者の便宜を図るため、必要な援助を行うよう努める（第6条）。
  3. 主務大臣は、仮払金の支払を迅速かつ適正に行うため必要があると認めるときは、地方公共団体、当該原子力事業者その他公私の団体に対し、必要な協力または確認を求めることができる（第7条）。
  4. 仮払金の支払に関する事務の一部は、都道府県知事が行うことができる（第8条第1項）。
  5. 主務大臣または仮払金の支払に関する事務の一部を行う都道府県知事は、仮払金の支払に関する事務の一部を、その事務を行うのにふさわしい者に委託することができる（第8条第3項）。
  6. 農業協同組合、漁業協同組合その他の団体は、他の法律の規定にかかわらず、仮払金の支払に関する事務の委託を受け、当該事務を行うことができる（第8条第6項）。
  7. 仮払金の支払に関する事務の委託を受けた者等は、正当な理由なしに、その委託を受けた事務に関して知り得た秘密を漏らしてはならないものとし、その違反に対する罰則を設ける（第8条第7項および第17条）。
  8. 都道府県知事が仮払金の支払に関する事務の一部を行い、またはその委託を行う場合においては、国は、当該都道府県知事に過重な負担を課すことがないよう十分に配慮するとともに、予算の範囲内で、当該事務の処理および委託に要する費用の全部を負担するほか、当該都道府県に対し、その円滑な実施を図るために必要な支援その他の措置を講ずる（第8条第2項、第8項および第9項）。
  9. 関係行政機関の長は、仮払金の支払に関し、主務大臣、仮払金の支払に関する事務の一部を行う都道府県知事または事務の委託を受けた者に協力する（第8条第10項）。
4. 損害賠償との調整および代位等
  1. 国は、仮払金を支払ったときは、その額の限度において、当該仮払金の支払を受けた者が有する特定原子力損害の賠償請求権を取得するとともに、速やかに当該損害賠償請求権を行使する（第9条第2項および第3項）。
  2. 仮払金の支払を受けた者は、その者に係る特定原子力損害の賠償の額が確定した場合において、その額が仮払金の額に満たないときは、その差額を返還しなければならない（第10条）。
  3. 仮払金の支払を受ける権利は、譲り渡し、担保に供し、または差し押さえることができない（第12条）。
  4. 国および地方公共団体は、支払を受けた仮払金について必要な税制上の措置を講じなければならない（第13条）。
5. 原子力被害応急対策基金
地方公共団体が、平成二三年原子力事故による被害について原子力災害対策特別措置法または関係法令の規定に基づいて地方公共団体が行う応急の対策に関する事業等に要する経費の全部または一部を支弁するため、原子力被害応急対策基金を設ける場合には、国は、予算の範囲内において、その財源に充てるために必要な資金の全部または一部を当該地方公共団体に対して補助することができる（第14条）。
6. 主務大臣
この法律における主務大臣は、文部科学大臣および特定原子力損害を受けた事業者の事業を所管する大臣その他の政令で定める大臣とする（第15条）。